# Danh sách sông ở Philippines

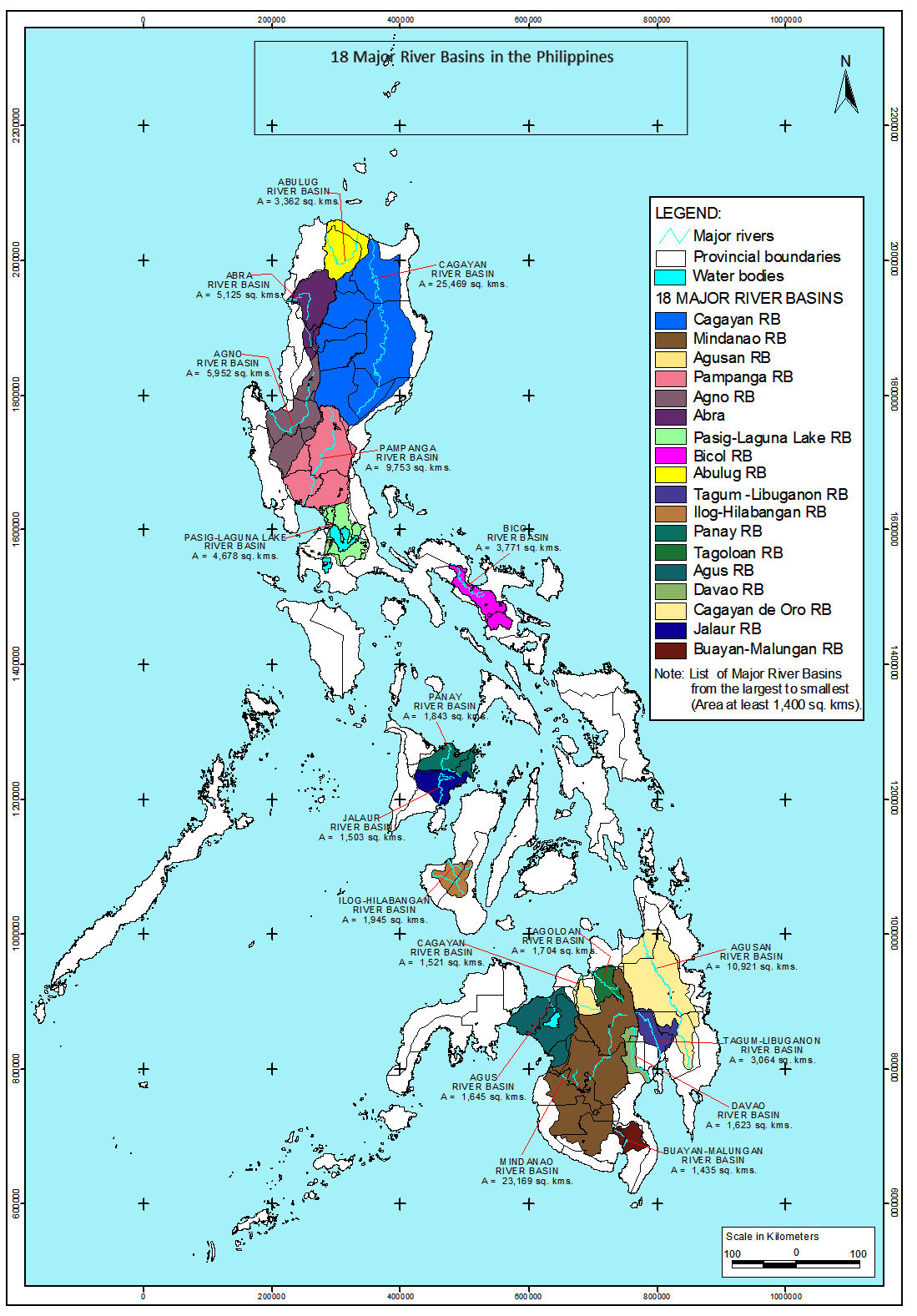
18 Major River Basins in the Philippines

Đây là danh sách sông ở Philippines:

## Luzon
- Sông Abra
- Sông Abulog
- Sông Agno
- Sông Angat
- Sông Apayao
- Sông Balili
- Sông Bay
- Sông Bicol
- Sông Bued
- Sông Cabuyao
- Sông Cagayan
  - Sông Baligatan
  - Sông Calao
  - Sông Chico (Philippines)
  - Sông Diadi
  - Sông Ilagan
  - Sông Magat
  - Sông Mallig
  - Sông Pinacanauan
  - Sông Siffu
- Sông Calumpang (Batangas)
- Sông Ifugao
- Sông Lawaye
- Sông Mangangate
- Sông Marikina (Vùng đô thị Manila)
- Sông Maygñaway (on Catanduanes)
- Sông Morong
- Sông Navotas
- Sông Padsan
  - Sông Guisit
- Sông Bumbungan (Tỉnh Laguna)
- Sông Pampanga
- Sông Pangil (Tỉnh Laguna)
- Sông Pansipit
- Sông Parañaque
- Sông Pasig (Vùng đô thị Manila)
  - Sông San Juan
  - Sông Taguig (Vùng đô thị Manila)
- Sông San Juan (Calamba)
- Sông San Cristobal (Laguna (tỉnh))
- Sông Santa Cruz
- Sông Sapang Baho
- Sông Siniloan
- Sông Tarlac
- Sông Tullahan
- Sông Tunasan
- Sông Umiray
- Sông Yawa
- Sông Zapote (Philippines)

## Visayas
- Sông Abatan, Bohol
- Sông Aklan, Panay
- Sông Banica, Negros
- Sông Bojo, Cebu
- Sông Butuanon, Cebu
- Sông Catarman, Bắc Samar
- Sông Catubig, Bắc Samar
- Sông Hilabangan
- Sông Iloilo, Panay
- Sông Inabanga, Bohol
- Sông Jalaur, Panay
- Sông Kamputhaw, Cebu
- Sông Loboc, Bohol
- Sông Matutinao, Cebu
- Sông Pambujan, Bắc Samar
- Sông Panay, Panay
- Sông Silmugi, Cebu
- Sông Subangdaku, Nam Leyte
- Sông Ulot, Samar

## Mindanao
- Sông Agus
- Sông Sông Agusan
  - Sông Sibagat
  - Sông Wawa
  - Sông Umayam
- Sông Buayan
- Sông Cagayan
  - Sông Bubunaoan
  - Sông Kalawaig
  - Sông Tagite
- Sông Davao
  - Sông Salug
- Sông Guagua
- Sông Malungon
- Sông Mandulog (Iligan City)
- Rio Grande de Mindanao
  - Sông Libungan
  - Sông Pulangi
    - Sông Bobonawan
    - Sông Tigwa
    - Sông Manupali
    - Sông Muleta
    - Sông Sawaga

  - Sông Maradugao
  - Sông Kabacan
  - Sông Buluan
  - Sông Allah
- Sông Tagum
- Sông Libuganon
- Sông Tagoloan
  - Sông Initao (Initao, Mis. Or.)
  - Sông Talabaan (Naawan, Mis. Or)
  - Sông Manticao (Manticao, Mis. Or.)